# Académie des sciences, lettres et arts d’Alsace
Die Académie des Sciences, Lettres et Arts d’Alsace (deutsch Akademie der Wissenschaften, Literatur und Künste des Elsass; kurz Académie d’Alsace) ist eine französische Gelehrtengesellschaft mit Sitz in Colmar, Elsass.
Die Akademie wurde am 25. Mai 1952 in Colmar Académie d’Alsace (Akademie des Elsass) gegründet. Seit 2007 firmiert sie unter Académie des Sciences, Lettres et Arts d’Alsace. Vorläufer war die 1760 von Gottlieb Konrad Pfeffel gegründete Société littéraire de Colmar (Literaturgesellschaft von Colmar), die sich jedoch 1820 auflöste. 1801 wurde zudem in Colmar eine Société d’émulation des sciences, des belles lettres et des arts gegründet.
Die Akademie besteht aus vier Klassen: Belles lettres, Sciences de la nature, Sciences de l’Homme und Art et Artisanat d’art.
Vorsitzender der Akademie ist seit 2017 der Verleger Bernard Reumaux.
Als Sitz wird in den Statuten das Gebäude Hôtel de la Chambre de Commerce et d’Industrie, 1 place de la Gare in Colmar festgelegt.
Bekannte Mitglieder sind unter anderem:
- Marie-Laure de Cazotte (* 1959), Schriftstellerin
- Martial Debriffe (* 1975), Autor und Biograph
- Pierre Fluck (* 1947), Technikhistoriker
- Jean Frère (1924–2018), Philosoph
- Mir Wais Hosseini (* 1955), Molekularchemiker
- Francis Rapp (1926–2020), Mediävist
- Hervé This (* 1955), Physikochemiker